# Na elf september
Na elf september is een gedicht van Frédéric Bastet uit 2001.

## Geschiedenis
Bastet (1926-2008) die vooral bekend werd als biograaf van de schrijver Louis Couperus (1863-1923) heeft ook verschillende gedichten geschreven en gepubliceerd. Dit laatste deed hij ook bij verschillende bibliofiele uitgeverijen, zoals Sub Signo Libelli van Ger Kleis. In 2001 schreef hij het sonnet Na elf september, refererend aan de aanslagen op 11 september 2001.

### Uitgave
Het sonnet werd handgedrukt door de Haagse Statenhofpers en verzonden ter gelegenheid van de jaarwisseling 2001-2002. Het is een ingenaaide, in grijs omslag ingenaaide uitgave die acht ongenummerde pagina's bevat. De oplage is niet aangegeven. Er bestaan door de dichter gesigneerde exemplaren.